# Łukasz Kamiński (hokeista)
Łukasz Kamiński (ur. 30 marca 1999 w Nowym Targu) – polski hokeista.

## Kariera
- Podhale Nowy Targ do lat 18 (2014-2015)
- MMKS Podhale Nowy Targ do lat 20 (2015-2017)
- Podhale Nowy Targ do lat 20 (2017/2018)
  -  UKH Unia Oświęcim (2017/2018)
  -  SMS PZHL Katowice do lat 18 (2017/2018)
  -  SMS PZHL Katowice do lat 20 (2017/2018)
- Cracovia (2018-2022)
  -  Cracovia do lat 20 (2018/2019)
  -  SMS PZHL do lat 23 (2018/2019)
  -  MKS Cracovia (2019/2020, 2020/2021)
- Podhale Nowy Targ (2022-)

Karierę rozwijał w rodzinnym Nowym Targu. W 2018 został zawodnikiem Cracovii (w tym roku do klubu z Krakowa trafił także inny wychowanek nowotarskiego hokeja, Sebastian Brynkus). W maju 2022 przeszedł do Podhala Nowy Targ. W połowie 2023 przedłużył kontrakt z macierzystym klubem.
W barwach reprezentacji Polski do lat 20 uczestniczył w turnieju mistrzostw świata juniorów do lat 20 edycji 2019 (Dywizja IB).

## Sukcesy
Klubowe
- Złoty medal mistrzostw Polski juniorów starszych: 2018 z UKH Unia Oświęcim
- Srebrny medal mistrzostw Polski: 2019, 2021 z Cracovią